# Peter Campbell
George Peter Campbell, född 21 maj 1960 i Salt Lake City, Utah, död 11 januari 2023 i Lake Arrowhead, Kalifornien, var en amerikansk vattenpolospelare. Han ingick i USA:s landslag vid olympiska sommarspelen 1984 och 1988. Han var bror till Jeffrey Campbell.
Campbell deltog i den olympiska vattenpoloturneringen i Los Angeles där USA tog silver. Campbell gjorde fyra mål i turneringen, varav två mot Australien. Fyra år senare i Seoul blev det silver på nytt och Campbell gjorde nio mål. Brodern Jeffrey, som också ingick i det amerikanska OS-laget 1988, gjorde ett mål i Seoul.
Campbell studerade vid University of California, Irvine. Förutom för två olympiska silvermedaljer tog Campbell guld i vattenpolo vid panamerikanska spelen 1983 och 1987. Han gjorde åtta mål när USA vann vattenpoloturneringen vid panamerikanska spelen 1983 i Caracas.